# کریشناما (فیلم)
کریشناما (به انگلیسی: Krishnamma) یک فیلم هندی زبان در سال ۲۰۲۴ است. به نویسندگی و کارگردانی وی وی گوپالا کریشنا و ارائه شده توسط کوراتالا شیوا تولید شده توسط کریشنا کومالاپاتی، زیر نظر آفرینش آروناچالا، ساتیادف، آتیرا راج، آرچانا ایر، لاکسمن میسالا و کریشنا بوروگولا در نقش‌های اصلی بازی می‌کنند. کریشناما در ۱۰ می ۲۰۲۴ منتشر شد.

## طرح
کریشناما که در خیابان‌های وینچیپتا در ویجایاوادا می‌گذرد، زندگی سه یتیم را دنبال می‌کند: بهادرا، کوتی و شیوا. علیرغم اینکه ارتباط خونی ندارند، اما حس برادری قوی دارند. زندگی اولیه آنها شامل فعالیت‌های جنایی جزئی است و شیوا در جوانی به زندان می‌افتد.
پس از آزادی، شیوا تصمیم می‌گیرد زندگی صادقانه ای داشته باشد و یک تجارت چاپ را راه اندازی می‌کند. با این حال، بهادرا و کوتی همچنان درگیر فعالیت‌های جنایتکارانه خود هستند و نمی‌توانند سبک زندگی ای که با آن آشنا هستند را پشت سر بگذارند.
داستان زمانی تغییر می‌کند که این سه نفر خود را به مقدار زیادی پول نیاز فوری می‌بینند. آنها تصمیم می‌گیرند آخرین عملیات را انجام دهند که اشتباه پیش می‌رود. این رویداد باعث ایجاد یک سری چالش‌های پیش‌بینی نشده و معضلات شخصی می‌شود، پیوند آنها را آزمایش می‌کند و آنها را مجبور می‌کند تا با عواقب اعمالشان روبرو شوند.

## بازیگران
- ساتیادف در نقش بهادرا
- آتیرا راج در نقش مینا
- آرکانا ایر در نقش پادما
- کریشنا تجا ردی بوروگولا در نقش شیوا
- لاکسمن میسالا در نقش کوتی
- راغو کونچه به عنوان آصف ویجی کومار
- ناندا گوپال در نقش پلیس
- آرچانا شاستری به عنوان یک مادر
- آنیش رام اس به عنوان یک پلیس

## تولید
در ۱۸ آگوست ۲۰۲۱، اعلام این فیلم از طریق راسم محورثام پوجا به مناسبت بیست و پنجمین فیلم ساتیادف در حیدرآباد توسط دیل راجو و هاریش شانکار اعلام شد.
در ۴ ژوئیه ۲۰۲۲، ساتیادف اولین نگاه و عنوان فیلم را در توئیتر به اشتراک گذاشت. و در ۴ آگوست ۲۰۲۲، تیزر فیلم توسط سای دورغا تج منتشر شد.
رویداد پیش از اکران فیلم در ۱ می ۲۰۲۴، اس اس راجامولی، کوراتالا شیوا، آنیل راویپودی، و گوپیچند مالینی این مناسبت را زیبا کردند و تریلر را منتشر کردند.

## رهایی

### تئاتری
کریشناما در ۱۰ مه ۲۰۲۴ منتشر شد.

### توزیع
سازندگان فیلم اسطوره و سرگرمی Primeshow به‌طور مشترک این فیلم را توزیع می‌کنند.

### رسانه خانگی
حقوق توزیع دیجیتالی فیلم توسط آمازون پرایم ویدیو به دست آمد. جایی که در ۱۷ مه ۲۰۲۴ برای اولین بار پخش شد.